# Cortemaggiore
Cortemaggiore – miejscowość i gmina we Włoszech, w regionie Emilia-Romania, w prowincji Piacenza.
Według danych na rok 2004 gminę zamieszkiwało 4186 osób, 116,3 os./km².